# Neromia impostura
Neromia impostura là một loài bướm đêm trong họ Geometridae.